# Elpidiidae
De Elpidiidae zijn een familie van zeekomkommers uit de orde Elasipodida.

## Geslachten
- Achlyonice Théel, 1879
- Amperima Pawson, 1965
- Ellipinion Hérouard, 1923
- Elpidia Théel, 1876
- Irpa Danielssen & Koren, 1878
- Kolga Danielssen & Koren, 1879
- Peniagone Théel, 1882
- Penilpidia Gebruk, 1988
- Protelpidia Gebruk, 1983
- Psychrelpidia Hérouard, 1923
- Psychroplanes Gebruk, 1988
- Rhipidothuria Hérouard, 1901
- Scotoplanes Théel, 1882